# Гердт, Елизавета Павловна
Елизаве́та Па́вловна Ге́рдт (17 [29] апреля 1891, Санкт-Петербург, Российская империя — 6 ноября 1975, Москва, СССР) — русская и советская балерина и балетный педагог, один из ведущих педагогов женского классического танца России XX века. Заслуженный деятель искусств РСФСР (1951). Дочь танцовщика Павла Гердта, супруга Самуила Андрианова.

## Биография
Родилась в семье артистов балета Мариинского театра П. А. Гердта и А. В. Шапошниковой.
Образование получила в Петербургском театральном училище. Выпускалась по классу Михаила Фокина, после чего в 1908 году была принята в балетную труппу Мариинского театра. В 1917 году параллельно с танцевальной карьерой также начала преподавать[уточнить].
Строгое, благородное искусство балерины сформировалось в традициях классической школы Христиана Иогансона, Мариуса Петипа и её отца, Павла Гердта. После исполнения партий феи Сирени («Спящая красавица»), Зари («Коппелия») и Изабеллы («Испытание Дамиса»), в 1919 году Гердт получила звание балерины. Пик её сольных выступлений приходится на 1920-е годы, когда она активно участвовала в возобновлении на советской сцене лучших дореволюционных спектаклей Мариинского театра. Как балерина, воспитанная в академических традициях классического танца, она обеспечила преемственность традиций русского балета в революционную эпоху. «Пластичный, выдержанный в мягких тонах, совершенный по форме танец Елизаветы Гердт стал в 20-е годы эталоном академической балетной культуры».
После 20 лет выступлений, в 1928 году, Елизавета Павловна оставила сцену и полностью посвятила себя педагогике. Вела класс усовершенствования балерин в родном театре, в 1927—1934 годах параллельно преподавала в Ленинградском хореографическом училище, в 1930—1932 годах также была его художественным руководителем.
В 1934 году переехала в Москву, где с 1935 года начала преподавать в Московском хореографическом училище. В 1936—1937 годах была его художественным руководителем. Работу в училище совмещала с преподаванием в балетной труппе Большого театра. Во время Великой Отечественной войны, в 1942—1945 годах была в эвакуации; в 1945 году вернулась в Москву, с 1960 года преподавала только в театре.
Некоторое время (в эвакуации?) работала в Тбилиси, в Государственной хореографической студии, созданной в 1934 году при Театре оперы и балета.
Умерла 6 ноября 1975 года. Похоронена на Введенском кладбище (29 участок).

## Репертуар

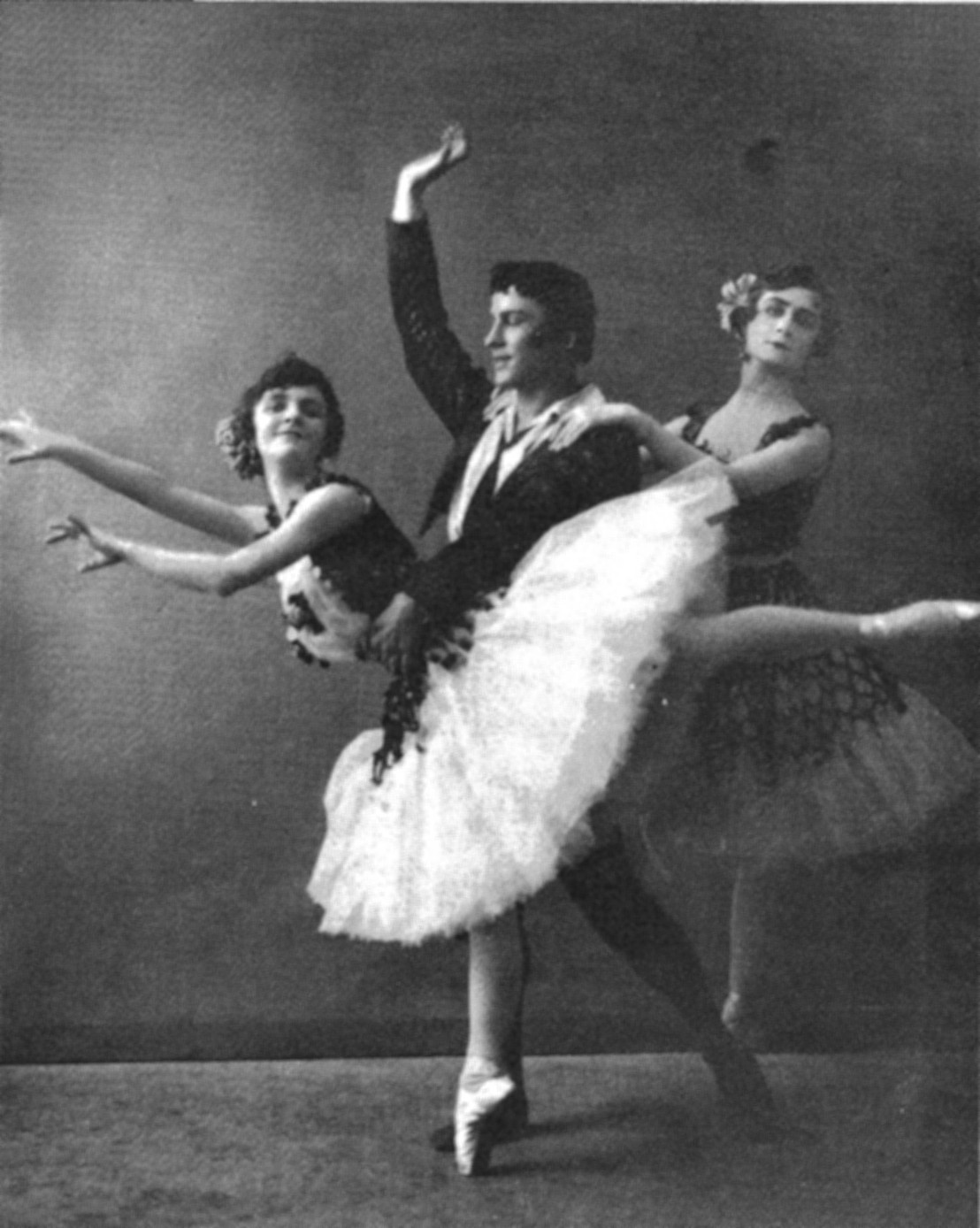
Э. Вилль, П. Владимиров и Е. Гердт, в па-де-труа из балета «Пахита», ок. 1905

- 15 апреля 1907 — Армида*, «Оживлённый гобелен» на музыку Н. Н. Черепнина, хореография М. М. Фокина (спектакль Императорского театрального училища, затем развившийся в постановку «Павильон Армиды»)
- фея Золота, принцесса Флорина, «Спящая красавица» П. И. Чайковского, хореография М. Петипа
- подруга Раймонды, «Раймонда» А. К. Глазунова, хореография М. Петипа
- Флёр де Лис, «Эсмеральда» Ц. Пуни, хореография М. Петипа
- Сильфида, «Шопениана» на музыку Ф. Шопена, хореография М. М. Фокина
- Коломбина, «Карнавал» на музыку Р. Шумана, хореография М. М. Фокина
- Зима, «Времена года» А. К. Глазунова, хореография М. Петипа
- до 1919 — фея Сирени, «Спящая красавица» П. И. Чайковского, хореография М. Петипа
- до 1919 — Изабелла, «Испытание Дамиса» А. К. Глазунова, хореография М. Петипа
- 6 марта 1918 или позднее — Заря, «Коппелия» Л. Делиба, хореография М. Петипа, возобновление Э. Чекетти
- 1922 — Раймонда, «Раймонда» А. К. Глазунова, хореография М. Петипа, возобновление Ф. В. Лопухова
- 8 октября 1922 — Аврора**, «Спящая красавица» П. И. Чайковского, хореография М. Петипа, возобновление Ф. В. Лопухова (Дезире — М. А. Дудко)
- 4 февраля 1923 — фея Драже**, «Щелкунчик», хореография Льва Иванова, возобновление Ф. В. Лопухова и А. В. Ширяева (принц Коклюш — М. А. Дудко)
- 6 мая 1923 — Мадлен / Армида**, «Павильон Армиды» Н. Н. Черепнина, хореография М. М. Фокина, возобновление Ф. В. Лопухова и А. И. Чекрыгина (виконт де Божанси / Ринальдо — М. А. Дудко)
- 29 октября 1924 — Светлая сила*, «Красный вихрь» В. М. Дешевова, хореография Ф. В. Лопухова (Сила революции — В. А. Семёнов)
- 16 мая 1926 — Смеральдина*, «Пульчинелла» И. Ф. Стравинского, хореография Ф. В. Лопухова (Пульчинелла — Б. Н. Комаров и Л. С. Леонтьев, Панталоне — И. Ф. Кшесинский)
- Также в репертуаре Е. П. Гердт были такие балетные партии, как Одетта и Одиллия («Лебединое озеро»), Никия («Баядерка»), Мирта («Жизель»), Царь-девица («Конёк-Горбунок»), Маша («Щелкунчик»), Пахита («Пахита»), Аспиччия («Дочь фараона»).

(*) — первая исполнительница партии
(**) — первая исполнительница в данной постановке

## Ученицы
Среди учениц Елизаветы Гердт в Петербурге — Александра Данилова,Алла Шелест, в Москве — Суламифь Мессерер (занималась в классе усовершенствования), Ирина Тихомирнова, Марианна Боголюбская, Майя Плисецкая, Раиса Стручкова, Мира Редина, Виолетта Бовт, Екатерина Максимова, Жужа Кун, Тийу Рандвийр и Марта Дроттнерова (занимались в классе усовершенствования),Елена и Ксения Рябинкины.

## Признание и награды
- Орден Трудового Красного Знамени (02.06.1937) — за выдающиеся заслуги в деле развития оперного и балетного искусства[3].
- Заслуженный деятель искусств РСФСР (1951)

### В мемуарной литературе
- Холфина С. С. Вспоминая мастеров московского балета… — М.: «Искусство», 1990. — С. 164—201. — 377 с. — (Театральные мемуары). — 30 000 экз. — ISBN 5-210-00372-8.

## Интересный факт
Согласно воспоминаниям Исая Кузнецова, народный артист СССР Зиновий Гердт, который поначалу выступал под своей настоящей фамилией Храпинович, по предложению Алексея Арбузова взял себе в качестве артистического псевдонима (позднее ставшего официальной фамилией актёра) фамилию балерины Елизаветы Гердт, очень популярной в 1920-е годы.